# Де Вилье, Мойра
Мо́йра де Вилье́ (англ. Moira de Villiers; род. 16 марта 1990, Йоханнесбург, Трансвааль) — новозеландская дзюдоистка южноафриканского происхождения, представительница средней весовой категории. Выступала за сборную Новой Зеландии по дзюдо в период 2008—2016 годов, обладательница серебряной медали Игр Содружества, восьмикратная чемпионка Океании, победительница и призёрка многих турниров международного значения, участница летних Олимпийских игр в Лондоне.

## Биография
Мойра де Вилье родилась 16 марта 1990 года в Йоханнесбурге, Южная Африка. Впоследствии переехала на постоянное жительство в Новую Зеландию.
Впервые заявила о себе в 2004 году, выиграв молодёжное национальное первенство Новой Зеландии. Год спустя вновь была лучшей среди молодёжи, тогда как на взрослом чемпионате страны получила в среднем весе бронзу. Ещё через год в третий раз подряд одолела всех соперниц на молодёжном первенстве страны и заняла второе место среди взрослых спортсменок.
Первого серьёзного успеха на взрослом международном уровне добилась в сезоне 2008 года, когда вошла в основной состав новозеландской национальной сборной и побывала на чемпионате Океании в Крайстчерче, откуда привезла награды серебряного и золотого достоинства, выигранные в средней и абсолютной весовых категориях. Позже дебютировала на этапах Кубка мира.
В 2010 году одержала победу на чемпионате Океании в Канберре, выступила на чемпионате мира в Токио, где уже в 1/32 финала была остановлена канадской дзюдоисткой Келитой Зупанчич. В следующем сезоне подтвердила звание чемпионки Океании, боролась на мировом первенстве в Париже, но так же остановилась вдалеке от призовых позиций.
В 2012 году в очередной раз одержала победу на океаническом первенстве и благодаря череде удачных выступлений удостоилась права защищать честь страны на летних Олимпийских играх в Лондоне. Тем не менее, провела здесь только один единственный поединок — в стартовой встрече категории до 70 кг уступила немке Керстин Тиле, которая в итоге стала серебряной призёркой этого олимпийского турнира.
После лондонской Олимпиады де Вилье осталась в составе дзюдоистской команды Новой Зеландии и продолжила принимать участие в крупнейших международных турнирах. Так, в 2013 году она в пятый раз подряд заняла первое место на чемпионате Океании, затем повторила это достижение в 2014 и 2015 годах. Завоевала серебряную медаль на Играх Содружества в Глазго, проиграв в финале англичанке Меган Флетчер, тогда как на чемпионате мира в Астане остановилась на стадии 1/16 финала.
Последний раз показывала сколько-нибудь значимые результаты на международной арене в сезоне 2016 года, когда в числе прочего получила золотую медаль чемпионата Океании в Канберре — это была её восьмая победа на данных соревнованиях.